# Niccolò Franco

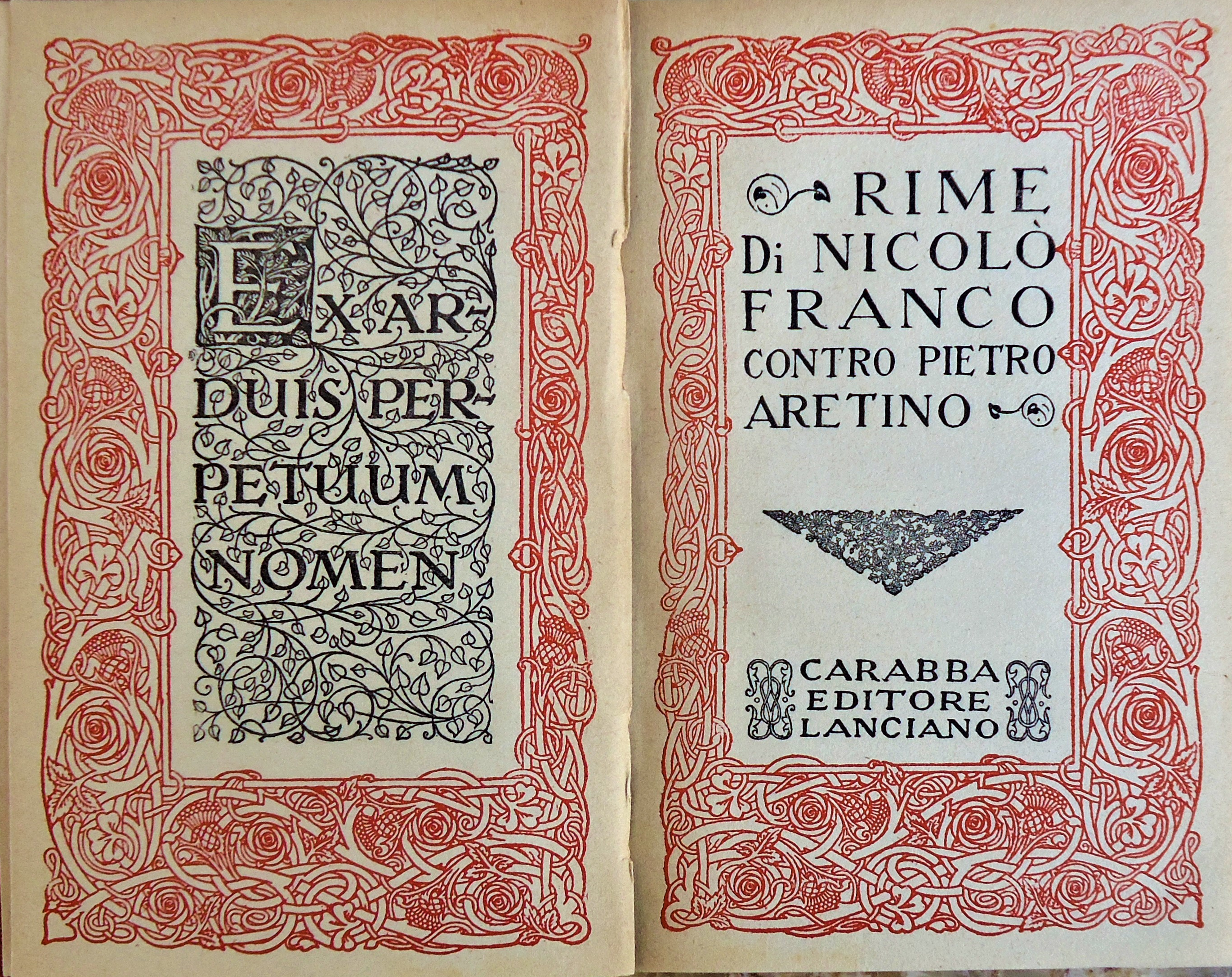
Niccolò Franco, Rime contro Pietro Aretino, Carabba, 1916

Niccolò Franco (* 13. September 1515 in Benevento; † 11. März 1570 in Rom) war ein italienischer Dichter.

## Leben
Er lebte in Neapel und später in Venedig, wo er anfangs in einem engen Freundschaftsverhältnis zu Pietro Aretino stand. Bald aber entzweiten sich beide und verfolgten sich von nun an gegenseitig mit Pasquillen.
Niccolò Franco lebte hierauf längere Zeit in Casale beim Gouverneur von Montferrat, Siegmund Franzino. Später begab er sich nach Mantua und dann nach Rom, wo er, nachdem er mehrmals nur durch die Protektion des Kardinals Giovanni Morone strenger Strafe wegen seiner anstößigen Schriften entgangen war, wegen seiner satirischen Ausfälle auf Papst Pius V. 1569 gehängt wurde.
Unter seinen Werken sind die Pistole volgari (Venedig 1538–41), welche ihn zuerst mit Pietro Aretino entzweiten, und die Priapea (zuerst Turin 1541) am berühmtesten geworden; letztere besteht aus ca. 200 obszönen Sonetten, denen er in einer späteren Ausgabe (1548; wieder abgedruckt mit dem Vendemmiatore des Tansillo unter dem Druckort Peking, Par. 1790) noch 257 gegen Aretino gerichtete hinzufügte.